# Solutré-Pouilly
Solutré-Pouilly là một xã trong tỉnh Saône-et-Loire, thuộc vùng Bourgogne-Franche-Comté của nước Pháp, có dân số là 424 người (thời điểm 1999). Cùng với các làng Fuissé, Vergisson và Chaintré, xã thuộc vào vùng trồng nho Pouilly-Fuissé.

## Nhân khẩu học
| 1962 | 1968 | 1975 | 1982 | 1990 | 1999 |
| ---- | ---- | ---- | ---- | ---- | ---- |
| 369  | 378  | 374  | 360  | 366  | 424  |